# 堤久雄
堤久雄（つつみ ひさお）は、元大阪府立大学教授。昭和41･42年度日本造園学会関西支部長。
西芳寺庭園他日本庭園に関する研究で日本造園学会賞。1984年第8回日本公園緑地協会北村賞受賞。
著書に『日本文化としての庭園: 様式と本質』（共著、誠文堂新光社, 1968）

## 論文
- 堤久雄, 苔寺に見る布置構成と自然美」『造園雑誌』 27巻 3-4号 1963年 p.28-34,9, 日本造園学会, doi:10.5632/jila1934.27.3-4_28